# Landeronde
Landeronde és un municipi francès situat al departament de Vendée i a la regió de País del Loira. L'any 2007 tenia 2.093 habitants.

## Demografia

### Població
El 2007 la població de fet de Landeronde era de 2.093 persones. Hi havia 756 famílies de les quals 134 eren unipersonals (65 homes vivint sols i 69 dones vivint soles), 236 parelles sense fills, 341 parelles amb fills i 45 famílies monoparentals amb fills.
La població ha evolucionat segons el següent gràfic:
Habitants censats

### Habitatges
El 2007 hi havia 836 habitatges, 772 eren l'habitatge principal de la família, 35 eren segones residències i 29 estaven desocupats. 824 eren cases i 4 eren apartaments. Dels 772 habitatges principals, 631 estaven ocupats pels seus propietaris, 133 estaven llogats i ocupats pels llogaters i 8 estaven cedits a títol gratuït; 6 tenien una cambra, 17 en tenien dues, 76 en tenien tres, 194 en tenien quatre i 478 en tenien cinc o més. 671 habitatges disposaven pel capbaix d'una plaça de pàrquing. A 259 habitatges hi havia un automòbil i a 489 n'hi havia dos o més.

### Piràmide de població
La piràmide de població per edats i sexe el 2009 era:
| Homes | Edats   | Dones |
| ----- | ------- | ----- |
| 0     | 95 o +  | 0     |
| 0     | 90 a 94 | 0     |
| 0     | 85 a 89 | 0     |
| 0     | 80 a 84 | 8     |
| 36    | 75 a 79 | 12    |
| 20    | 70 a 74 | 32    |
| 20    | 65 a 69 | 32    |
| 32    | 60 a 64 | 36    |
| 40    | 55 a 59 | 12    |
| 32    | 50 a 54 | 64    |
| 128   | 45 a 49 | 100   |
| 88    | 40 a 44 | 104   |
| 72    | 35 a 39 | 80    |
| 76    | 30 a 34 | 60    |
| 28    | 25 a 29 | 44    |
| 84    | 20 a 24 | 44    |
| 88    | 15 a 19 | 108   |
| 76    | 10 a 14 | 68    |
| 48    | 5 a 9   | 64    |
| 32    | 0 a 4   | 56    |

## Economia
El 2007 la població en edat de treballar era de 1.436 persones, 1.149 eren actives i 287 eren inactives. De les 1.149 persones actives 1.068 estaven ocupades (590 homes i 478 dones) i 81 estaven aturades (40 homes i 41 dones). De les 287 persones inactives 87 estaven jubilades, 116 estaven estudiant i 84 estaven classificades com a «altres inactius».

### Ingressos
El 2009 a Landeronde hi havia 806 unitats fiscals que integraven 2.195,5 persones, la mediana anual d'ingressos fiscals per persona era de 18.108 €.

### Activitats econòmiques
Dels 70 establiments que hi havia el 2007, 1 era d'una empresa alimentària, 1 d'una empresa de fabricació de material elèctric, 3 d'empreses de fabricació d'altres productes industrials, 26 d'empreses de construcció, 11 d'empreses de comerç i reparació d'automòbils, 2 d'empreses de transport, 2 d'empreses d'hostatgeria i restauració, 2 d'empreses d'informació i comunicació, 3 d'empreses financeres, 1 d'una empresa immobiliària, 6 d'empreses de serveis, 5 d'entitats de l'administració pública i 7 d'empreses classificades com a «altres activitats de serveis».
Dels 28 establiments de servei als particulars que hi havia el 2009, 1 era una oficina bancària, 2 tallers de reparació d'automòbils i de material agrícola, 5 paletes, 5 guixaires pintors, 4 fusteries, 5 lampisteries, 3 electricistes, 1 empresa de construcció i 2 perruqueries.
Dels 3 establiments comercials que hi havia el 2009, 1 era una botiga de més de 120 m², 1 una fleca i 1 una botiga de roba.
L'any 2000 a Landeronde hi havia 26 explotacions agrícoles que ocupaven un total de 986 hectàrees.

## Equipaments sanitaris i escolars
El 2009 hi havia 2 escoles elementals.

## Poblacions més properes
El següent diagrama mostra les poblacions més properes.